# Sivry-Ante
Sivry-Ante ist eine französische Gemeinde mit 178 Einwohnern (Stand: 1. Januar 2022) im Département Marne in der Region Grand Est (bis 2015 Champagne-Ardenne). Sie gehört zum Arrondissement Châlons-en-Champagne (bis 2017: Arrondissement Sainte-Menehould), zum Kanton Argonne Suippe et Vesle und zum 2014 gegründeten Gemeindeverband Région de Suippes. 

## Geografie
Sivry-Ante liegt 38 Kilometer ostnordöstlich von Châlons-en-Champagne und etwa 69 Kilometer ostsüdöstlich von Reims. Umgeben wird Sivry-Ante von den Nachbargemeinden Braux-Saint-Remy im Norden und Nordwesten, Villers-en-Argonne im Norden, Le Chemin im Osten, Le Vieil-Dampierre im Süden, Épense im Süden und Südwesten sowie Dampierre-le-Château im Westen.

## Geschichte
1967 wurden die Ortschaften Ante und Sivry-sur-Ante zur heutigen Gemeinden Sivry-Ante vereinigt.

## Bevölkerungsentwicklung
| Jahr                       | 1962 | 1968 | 1975 | 1982 | 1990 | 1999 | 2006 | 2011 | 2018 |
| Einwohner                  | 151  | 205  | 177  | 176  | 177  | 187  | 183  | 186  | 181  |
| Quellen: Cassini und INSEE |      |      |      |      |      |      |      |      |      |

## Sehenswürdigkeiten
- Kirche Saint-Jean-Baptiste in Sivry-sur-Ante
- Kirche Nativité-de-la-Vierge in Ante
- Schloss Boncourt

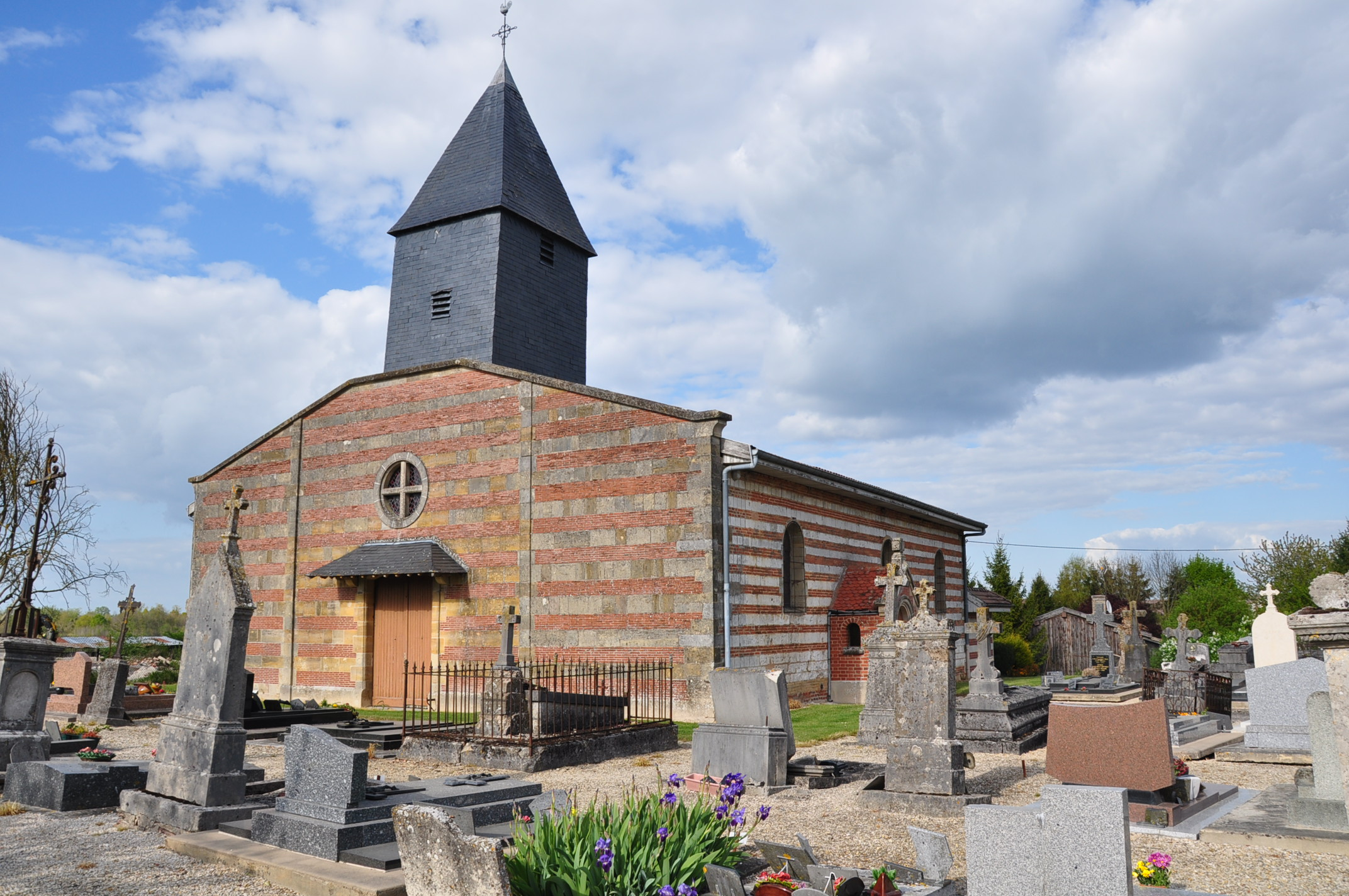
Kirche Saint-Jean-Baptiste
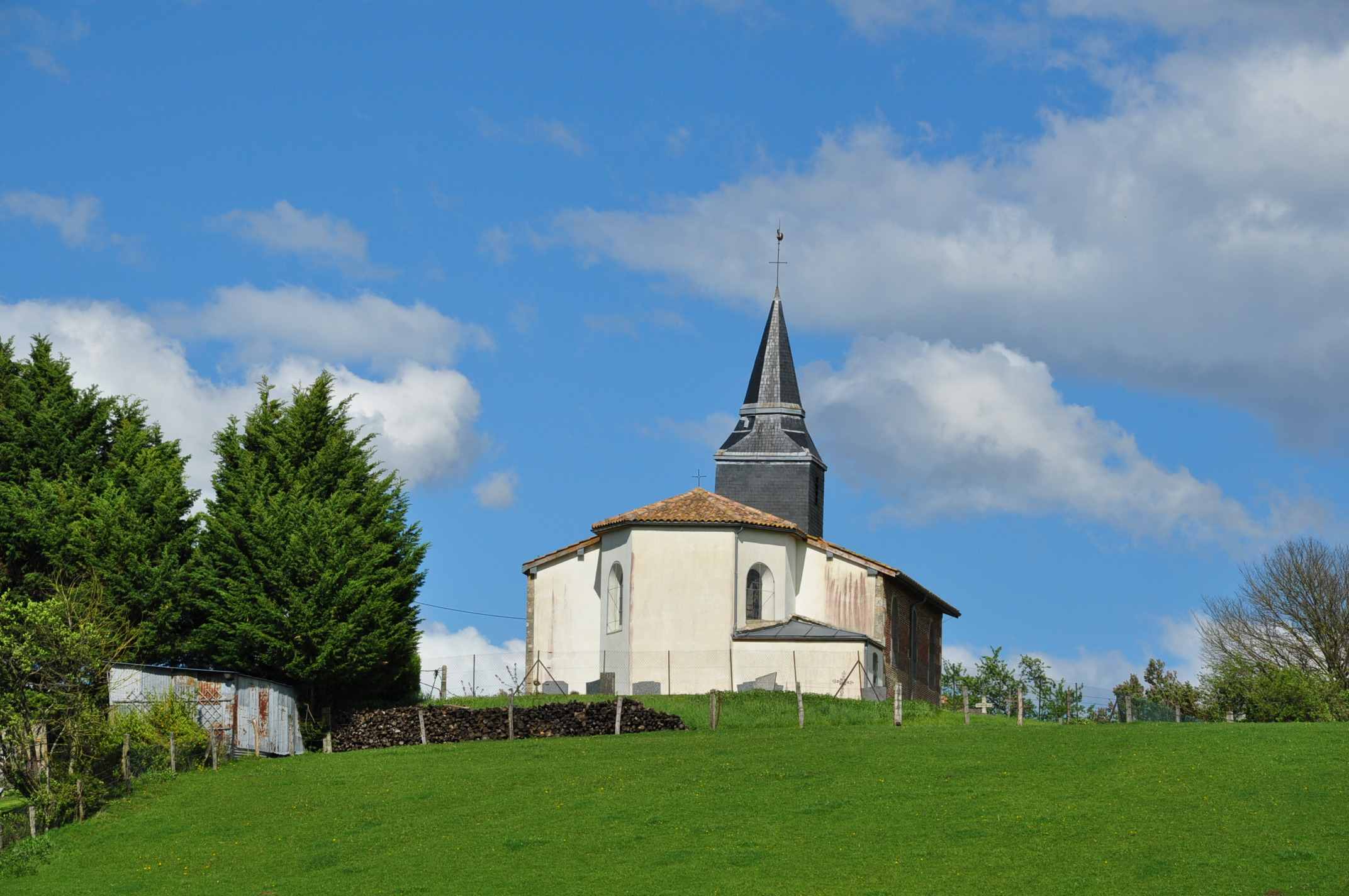
Kirche von Ante

## Persönlichkeiten
- Adelbert von Chamisso (1781–1838), Naturforscher und Dichter, auf Schloss Boncourt geboren

## Belege
1. ↑  Sivry-Ante auf cassini.ehess.fr
2. ↑  Sivry-Ante auf insee.fr